# 菲利普·特鲁西埃
菲利普·奥马尔·特鲁西埃（Philippe Omar Troussier，1955年3月21日—），法国著名足球教练，外号“白巫师” (White Witch Doctor)，作为球员他的职业生涯并不出色，但作为教练，他曾经执教多支国家队而且有过辉煌的成绩。

## 球员生涯
球员时代的特鲁西埃并没有太大名气，他効力一些法国二级联赛的球队，他在1983年退役。退役后的他成为物理治疗师，并取得体育科学硕士学位。

## 教练生涯
特鲁西埃曾在非洲和亚洲执教多年。1989年，他成为科特迪瓦球队ASEC阿比让的主教练，并率队三夺联赛冠军。卓越的战绩使特鲁西埃在1993年成为科特迪瓦国家队主教练。
1997年，特鲁西埃率领尼日利亚国家队成功进入1998年法国世界杯的决赛圈，同年9月被尼日利亚足协解雇后成为布基納法索国家队主教练。
1998年，他率布基纳法索在本土举行的非洲国家杯上，获得了第四名这是布基纳法索的历史最佳成绩。同年3月，他成为南非国家队主教练带领南非参加了法国世界杯，不过南非并没有从小组出线，他也因此被解雇。 
1998年9月，法国世界杯后特鲁西埃成为日本国家队主教练期间率领日本队获得了2000亚洲杯冠军，2001联合会杯亚军，并于2002年在本土举行的日韩世界杯上成功打进16强，令日本足球实现了不小的突破。
2003-2005年，特鲁西埃先后在卡塔尔国家队、法甲球队马赛及摩洛哥国家队执教。
特鲁西埃在2005年被摩洛哥足协解雇之后，有近3年的时间未有执教任何球队。2007年12月，他復出成为日本足球联赛(JFL)球队FC琉球的总教练。
2011年2月22日，中国球队深圳红钻正式宣布特鲁西埃出任球队主教练。然而在执教深圳红钻第一个赛季就多次传出与球员和总经理有矛盾，在用人方面被受质疑，结果深圳队自1996年后首次降级。赛季結束后，特鲁西埃得到董事长力挺继续执教球队並配合引进其所需要的球员。
2012年8月31日，深圳红钻宣布特鲁西埃請请假回国处理私人事务，球队暂由助理教练帕特里克带队。9月16日，他给深圳红钻发来邮件，称有些事情还没处理完，需要晚几日回中国。9月26日，深圳红钻发表官方声明，称“特鲁西埃已主动向俱乐部提出本赛季剩余的4场联赛将继续由助教练帕特里克带队训练和比赛”。深圳红钻总经理李虹称特鲁西埃仍是球队的主教练，並否认了其已提前下课。
2013年11月，特鲁西埃完成与深圳红钻的三年合同离开深圳。
2014年12月2日，中国超级联赛球队杭州绿城正式宣布特鲁西埃出任球队主教练。